# 玩命對戰
《玩命對戰》是一部2007年美國動作驚悚片，講述一名FBI探員積極緝拿神秘殺手「羅格」（Rogue），為死去的搭檔復仇。電影為菲利普·阿特威爾的長片導演處女作，李連杰和傑森·史塔森領銜主演，元奎擔任武術指導。本片也是李連杰和史塔森繼《救世主》（2001年）後的二度合作。
《玩命對戰》2007年8月24日在美國上映，獲得影評界負面居多的評價。

## 劇情
FBI探員約翰·克勞佛和湯姆·龍在舊金山碼頭倉庫與日本極道山口組的槍戰中，偶然發現了臭名昭著的神祕殺手「羅格」，對方曾為中央情報局工作，離開中情局後成為山口組的職業殺手。羅格伏擊並打算殺死克勞佛時，龍及時開槍打中了羅格，羅格受傷掉入水中下落不明，因此據推測他已經死亡。然而，羅格倖存後報復了龍及其妻女，殺死一家三口後燒毀了房子。
三年後，羅格再次出現並為中國三合會老大張立工作。在與張立合作期間，羅格秘密挑起三合會與由柳川四郎領導的山口組之間的戰爭。羅格首先幫從三口組手中搶回張立的傳家寶：一對古董金馬。而克勞佛現在是聯邦調查局亞洲有組織犯罪部門的頭號探員，決心追捕羅格替龍報仇，這也導致自己與家人疏遠。羅格持續對三合會和山口組進行各種殺戮，克勞佛也屢次差點抓住他，但總被對方逃走。而克勞佛請一位經營地下格鬥賽實為國際刑警的朋友調查到三年前羅格找上一位整容醫生換臉時發生不尋常的事，以羅格的性格絕對不會放過替他整容的醫生，唯獨這次卻留下活口，讓克勞佛感到匪夷所思。
羅格終於成功取得兩邊黑幫的信任。隨後張立被手下槍傷時羅格卻殺死了張立與其手下，卻放過了張立的妻女，然後殺死入侵張立房子的日本刺客，同時也被監視張立家的FBI拍下照片。張立死後，柳川親自來到美國，打算擴大山口組的業務，而羅格投靠張立造成兩幫的對立也是受到柳川的指示，克勞佛突然帶隊來到柳川的據點並向柳川出示了羅格背叛他並放過張家家屬的證據，但柳川拒絕協助克勞佛抓羅格。當羅格親自將金馬送到柳川面前時，柳川抓住了身為叛徒的羅格，並下令逼供羅格查明張立家人的下落，但羅格卻利用炸彈反過來殺光所有柳川的手下。柳川在與羅格對決中詢問為何一向對他忠心耿耿的羅格會違背他的指示，因為柳川的作風通常是將對手全家殺害來防止家屬復仇，羅格卻對柳川說確實是忽略到真正的羅格早就在處決龍的家屬時被龍反殺，倖存的龍透過外科手術改變了自己的樣貌與聲音，龍冒用了羅格的身份來替柳川做事，龍所做的一切都是為了讓自己能與柳川面對面替死去的妻女復仇。柳川死前也透露其實克勞佛實際上是替自己工作的黑警，正是他將龍的訊息給柳川，這才讓柳川派羅格殺害龍全家。
張立的妻子瑪莉亞收到了龍寄來的包裹，裡面有屬於張家的兩匹金馬之一，還有一條留言：「展開新的生活」。柳川回到日本的女兒吉良也收到了帶有同樣紙條的包裹，但箱子內則放著她父親的首級。克勞佛接到了龍的電話，約在上次進行調查的碼頭倉庫與他會面。在前往倉庫之前，克勞佛找了狙擊手郭來支援自己。
在倉庫，克勞佛和龍展開了一場激烈的肉搏戰，龍在中途揭曉了自己的真實身份，且問克勞佛為什麼要出賣他。克勞佛這才愧疚的表示他原本以為柳川只是想教訓龍一番，沒想到事態會發展成這樣。但龍並沒有打算原諒克勞佛，然後槍殺他替家人復仇，於是繼續以羅格的身份展開新生活。

## 演員
- 李連杰飾演羅格／湯姆·龍（Rogue / Tom Lone）
  - 泰瑞·陳飾演變臉前的龍
- 傑森·史塔森飾演FBI探員約翰·克勞佛（FBI agent John Crawford）
- 尊龍飾演張立（Li Chang）
- 馬修·派屈克（英语：Mathew St. Patrick）飾演維克（Wick）
- 姜成鎬飾演郭（Goi）
- 路易·古茲曼飾演班尼（Benny）
- 蘇爾·魯比內克（英语：Saul Rubinek）飾演謝爾曼醫生（Dr. Sherman）
- 戴文·青木飾演柳川吉良（Kira Yanagawa）
- 石桥凌飾演柳川四郎（Shiro Yanagawa）
- 鄭浩南飾演狄武（Wu Ti）
- 娜丁·維拉茲蓋茲飾演瑪莉亞·張（Maria Chang）
- 宋琇萱（英语：Steph Song）飾演黛安·龍（Diane Lone）
- 安德莉亞·羅斯（英语：Andrea Roth）飾演珍妮·克勞佛（Jenny Crawford）
- 肯尼斯·崔（英语：Kenneth Choi）飾演高田（Takada）
- 彼得·辛卡達（英语：Peter Shinkoda）飾演港口柳川成員
- 安吉拉·方（英语：Angela Fong）飾演歌舞伎舞者
- 小杉健（英语：Kane Kosugi）飾演庭院武士
- 梅根·弗拉特（Meghan Flather）飾演中國應召女郎
- 伊爾迪科·費倫西（Ildiko Ferenczi）飾演辣妹（未掛名）

## 注解
1. ↑  美國片名起初名為，為了避免與同年另一部澳大利亞電影《凶鱷》撞名而更改。本片在紐西蘭[3]、香港、新加坡、印度、澳大利亞、菲律賓及部分歐洲國家，原文名被重新命名為。

## 外部連結
- 互联网电影数据库（IMDb）上《玩命對戰》的资料（英文）
- AllMovie上《玩命對戰》的资料（英文）
- 爛番茄上《玩命對戰》的資料（英文）